# C-Jam
C-Jam ist eine estnische Musikgruppe, in der vier Cellisten zusammen spielen. Die Gruppe besteht seit 2004.

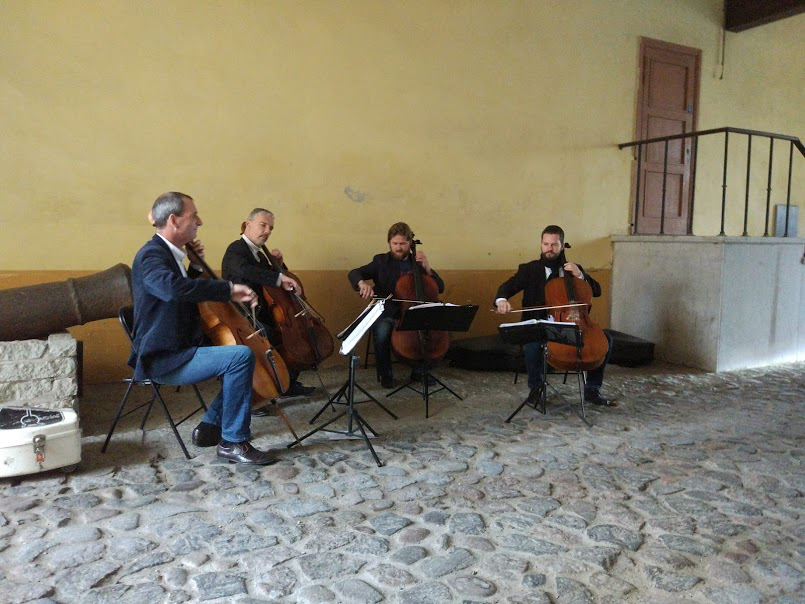
Auftritt der Gruppe C-Jam am 2. September 2017 im Rahmen des Festivals „Klingende Stadtmauer“ in Tallinn

Das Celloquartett verbindet die Musik des klassischen Streichquartetts mit improvisatorischem Big-Band-Stil und vielen bekannten Rockmusiktiteln. Zu ihrem Repertoire gehören vor allem Coverversionen einiger Songs von Muse, Queen, Bryan Adams, Weather Girls, Nirvana, AC/DC, Status Quo u. v. a. Die Titel werden von den Musikern selbst arrangiert.
Das Quartett setzt sich aus folgenden Musikern zusammen: Pärt Tarvas, Levi-Danel Mägila, Margus Uus und Tõnu Jõesaar.
Die Musiker sind klassisch ausgebildet und spielen Cello im Eesti Riiklik Sümfooniaorkester, dem führenden Symphonieorchester Estlands.
C-Jam ist auf verschiedenen Festivals aufgetreten, darunter auf dem Kammermusikfestival der Stadt Tallinn, Festival für Seelenmusik, Akademie der Meister, Musiksalon von Toompea, und dem Festival der sieben Städte. Konzertreisen führten die Gruppe nach Lettland, Russland und Belgien.
Zur Eröffnung des Europäischen Kultursommers 2014 in Fellbach traten sie neben anderen Interpreten und Bands als estnischer Beitrag auf, u. a. vor der estnischen Kulturministerin Urve Tiidus.
Im März 2017 war C-Jam bei den estnischen Kulturtagen in Berlin  vertreten.